# Jana Cova
Jana Cova (vlastním jménem Jana Oujeská, * 13. dubna 1980 Vyškov) je česká pornoherečka a modelka. Mezi další pseudonymy patří Yana Cova, Jana Kova a Geraldine.

## Kariéra

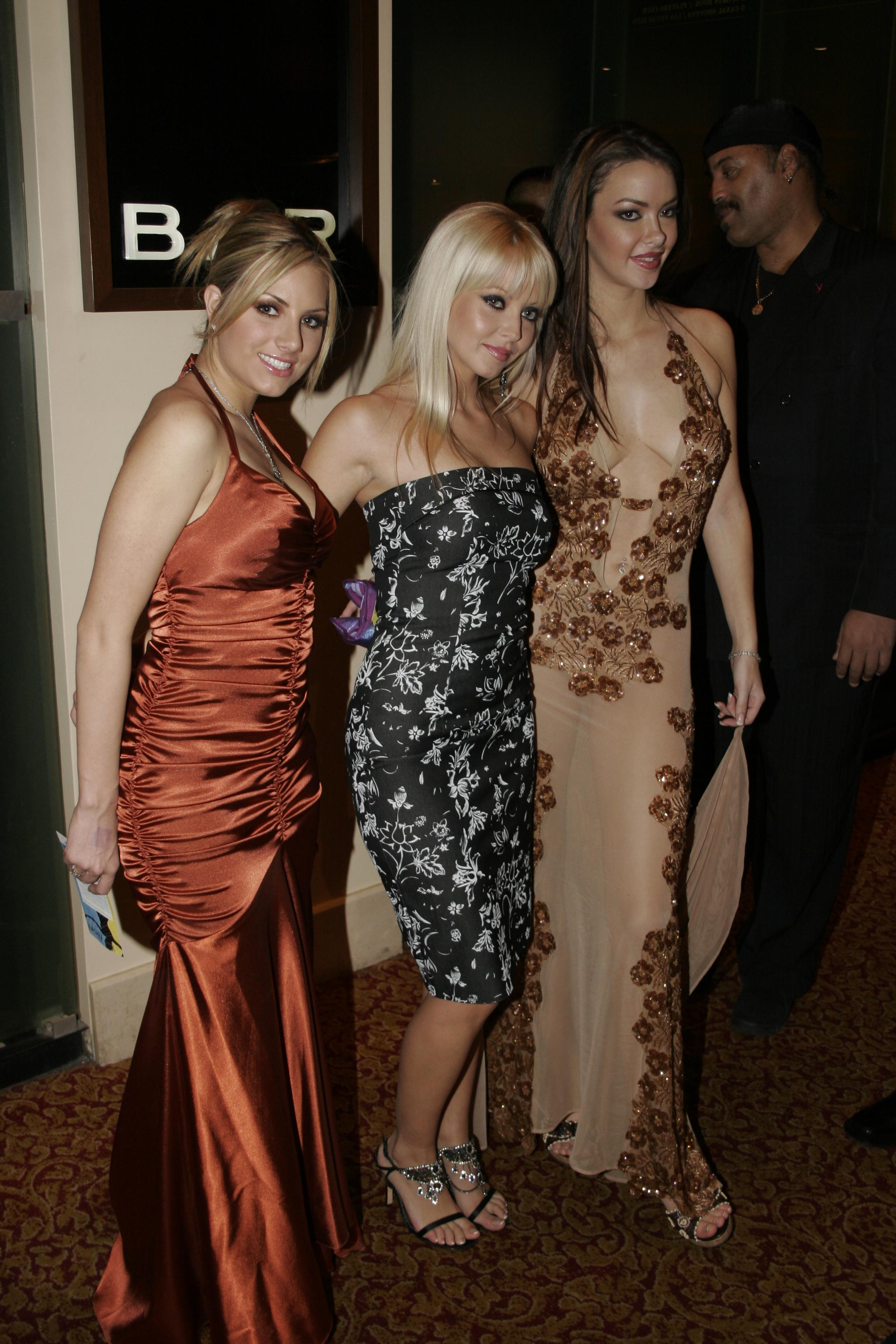
Jana Cova (uprostřed),Teagan Presley a Sophie Santi, vítězky kategorie „Best All-Girl Sex Scene - Video“ amerických filmových cen AVN (2007)

Narodila se v jihomoravském Vyškově. Svou kariéru začala okolo roku 2000 jako modelka. V roce 2002 se objevila na snímcích v americkém erotickém časopise Penthouse. Ve stejném roce začala být obsazována jako herečka v hardcore porno filmech. V dubnu 2003 byla uvedena jako mazlíček měsíce (Penthouse Pet) na obálce časopisu Penthouse. Od roku 2005 do roku 2007 měla výhradní smlouvu s americkou filmovou společností Digital Playground, i po vypršení exkluzivní smlouvy pak pokračovala v práci pro toto studio. To uvedlo několik filmů pojmenovaných přímo po ní, například Jana Cova: Belle z roku 2009.
Do roku 2007 obsahovaly pornofilmy, ve kterých byla Cova obsazena, výhradně lesbický styk a masturbaci. Na interaktivním DVD Virtual Sex with Jana Cova, vydaném v roce 2006, není jejím partnerem muž, jak je v seriálu obvyklé, ale žena s umělým penisem.
Celkem se objevila ve více než 200 pornofilmech.
Sama sebe popisuje jako bisexuálku.

## Ocenění
- 2007: AVN Award, kategorie „Best All-Girl Sex Scene - Video“ (Island Fever 4, spolu s Teagan Presley, Jesse Jane a Sophií Santi)
- 4 další nominace